# Бій з тінню (фільм, 1972)
Бій з тінню (рос. Бой с тенью) — радянський художній фільм 1972 року, знятий на кіностудії «Мосфільм».

## Сюжет
Не вступивши до інституту, Сергій влаштувався в майстерню заправляти запальнички. Віддаючи весь вільний час новому захопленню — боксу, герой швидко досягає значних успіхів і наполягає на тому, щоб тренер допустив його до найближчих змагань. Діставши цілком обґрунтовану відмову, Сергій переходить в інший клуб і на турнірі здобуває перемогу над відомим боксером. Але випадкова перемога не приносить йому радості…

## У ролях
- Павло Сергеїчев — Сергій Мельников
- Наталія Беспалова — Наталка
- Густав Кірштейн — Федір Іванович Логінов
- Юрій Назаров — Віктор Петрович Семенов
- Людмила Шагалова — Марія Дмитрівна, мати Сергія
- Валентина Ніколаєнко — Лариса
- Ігор Косухін — Ігор
- Віталій Бєляков — суддя
- Володимир Дадаєв — тренер-секундант
- Олексій Задачин — знайомий Лариси
- Анатолій Камнєв — боксер
- Валентин Кулик — знайомий Лариси
- Володимир Коньков — суддя на рингу
- Ніна Маслова — знайома Лариси
- Алла Мещерякова — Алла Дмитрівна
- Анатолій Ромашин — Тарасов
- Володимир Ухін — кореспондент

## Знімальна група
- Режисер — Валентин Попов
- Сценарист — Олег Осетинський
- Оператор — Олександр Дубінський
- Композитор — Олександр Колкер
- Художник — Георгій Колганов